# Élections sénatoriales de 2017 dans la Loire
Les élections sénatoriales dans la Loire ont lieu le dimanche 24 septembre 2017. Elles ont pour but d'élire les sénateurs représentant le département au Sénat pour un mandat de six années.

## Contexte départemental
Lors des élections sénatoriales de 2011 dans la Loire, quatre sénateurs ont été élus selon un mode de scrutin proportionnel : une PCF, un UMP et deux PS.
Depuis, tous les effectifs du collège électoral des grands électeurs ont été renouvelés, avec les élections législatives françaises de 2017, les élections régionales françaises de 2015, les élections départementales françaises de 2015 et les élections municipales françaises de 2014.

## Sénateurs sortants
| Sénateur | Sénateur          | Parti | Fonctions lors de l'élection en 2011                         |
| -------- | ----------------- | ----- | ------------------------------------------------------------ |
|          | Cécile Cukierman  | PCF   | Conseillère régionale, adjointe au maire d'Unieux            |
|          | Évelyne Rivollier | DVG   | Maire de Mars                                                |
|          | Maurice Vincent   | LREM  | Maire de Saint-Étienne                                       |
|          | Bernard Fournier  | LR    | Sénateur sortant, adjoint au maire de Saint-Nizier-de-Fornas |

## Présentation des listes et des candidats
Les nouveaux représentants sont élus pour une législature de 6 ans au suffrage universel indirect par les 1 753 grands électeurs du département. Dans la Loire, les sénateurs sont élus au scrutin proportionnel plurinominal. Leur nombre reste inchangé, quatre sénateurs sont à élire et six candidats doivent être présentés sur la liste pour qu'elle soit validée. Chaque liste de candidats est obligatoirement paritaire et alterne entre les hommes et les femmes. Plusieurs listes seront déposées dans le département. Elles sont présentées ici dans l'ordre de leur dépôt à la préfecture et comportent l'intitulé figurant aux dossiers de candidature.
Les listes présentées ne sont pas les listes officielles et sont susceptibles d'être modifiées jusqu'au dépôt définitif et officiel des listes.

### «Avec vous pour la Loire» (LR)
| N° | Candidats | Candidats             | Parti | Principale fonction                |
| -- | --------- | --------------------- | ----- | ---------------------------------- |
| 01 |           | Bernard Fournier      | LR    | Sénateur sortant                   |
| 02 |           | Corinne L'Harmet-Odin | LR    | Adjointe au maire de Saint-Étienne |
| 03 |           | Gérard Moncelon       | LR    | Maire de Néronde                   |
| 04 |           | Anne Droin            | LR    | Maire de Marlhes                   |
| 05 |           | Gérard Marc           | LR    | Maire de Nandax                    |
| 06 |           | Sylvie Genebrier      | LR    | Maire de Chalain-d'Uzore           |

### «Agir en équipe pour la Loire» (LR)
| N° | Candidats | Candidats         | Parti | Principale fonction                                |
| -- | --------- | ----------------- | ----- | -------------------------------------------------- |
| 01 |           | Bernard Bonne     | LR    | Président du conseil départemental                 |
| 02 |           | Sophie Rotkopf    | LR    | Conseillère régionale, adjointe au maire de Roanne |
| 03 |           | Éric Lardon       | LR    | Maire de Saint-Marcellin-en-Forez                  |
| 04 |           | Delphine Jusselme | UDI   | Adjointe au maire de Saint-Étienne                 |
| 05 |           | Hervé Reynaud     | LR    | Maire de Saint-Chamond                             |
| 06 |           | Brigitte Bratko   | LR    | Maire de Pouilly-lès-Feurs                         |

### «Unis pour la Loire»
| N° | Candidats | Candidats             | Parti | Principale fonction                                   |
| -- | --------- | --------------------- | ----- | ----------------------------------------------------- |
| 01 |           | Jean-Claude Tissot    | PS    | Maire de Saint-Marcel-de-Félines                      |
| 02 |           | Martine Roffat        | DVG   | Maire de Saint-André-d'Apchon                         |
| 03 |           | Jean-Paul Chartron    | PS    | Adjoint au maire de Firminy                           |
| 04 |           | Ramona Gonzales Grail | PS    | Maire de La Talaudière                                |
| 05 |           | Éric Michaud          | PS    | Conseiller départemental, adjoint au maire de Riorges |
| 06 |           | Sylvie Robert         | DVG   | Maire de Saint-Didier-sur-Rochefort                   |

### «En avant pour la Loire» (DVD)
| N° | Candidats | Candidats             | Parti | Principale fonction                                    |
| -- | --------- | --------------------- | ----- | ------------------------------------------------------ |
| 01 |           | Jean-François Barnier | UDI   | Conseiller départemental, maire du Chambon-Feugerolles |
| 02 |           | Michelle Delorme      | LR    | Maire de Chambéon                                      |
| 03 |           | Jean-Louis Gaillard   | MoDem | Maire de Souternon                                     |
| 04 |           | Françoise Clément     | DVD   | Maire de Grézolles                                     |
| 05 |           | Éric Berlivet         | LR    | Maire de Roche-la-Molière                              |
| 06 |           | Dominique Chavagneux  | DVD   | Adjointe au maire de Pélussin                          |

### «La Loire au Sénat!» (LREM)
| N° | Candidats | Candidats         | Parti | Principale fonction                              |
| -- | --------- | ----------------- | ----- | ------------------------------------------------ |
| 01 |           | Alain Berthéas    | LREM  | Conseiller municipal de Saint-Just-Saint-Rambert |
| 02 |           | Sandrine Colombat | LREM  | Adjointe au maire du Coteau                      |
| 03 |           | Georges Bernat    | LREM  | Maire d'Amions                                   |
| 04 |           | Michèle Brisaccia | LREM  | Adjointe au maire de Saint-Priest-en-Jarez       |
| 05 |           | Brice Larcher     | LREM  |                                                  |
| 06 |           | Sylvie Blanchon   | LREM  |                                                  |

### «Engagés, pour la Loire - les communes et les territoires, notre priorité!» (PCF)
| N° | Candidats | Candidats          | Parti | Principale fonction                       |
| -- | --------- | ------------------ | ----- | ----------------------------------------- |
| 01 |           | Cécile Cukierman   | PCF   | Sénatrice sortante, conseillère régionale |
| 02 |           | Serge Vray         | PCF   | Maire de Chenereilles                     |
| 03 |           | Évelyne Rivollier  | DVG   | Sénatrice sortante                        |
| 04 |           | Jean-Alain Barrier | DVG   | Maire de Farnay                           |
| 05 |           | Cécile Exbrayat    | DVG   | Adjointe au maire de Graix                |
| 06 |           | Maurice Dichampt   | DVG   | Maire de La Chamba                        |

### «Bleu marine pour la défense de nos communes et de nos départements» (FN)
| N° | Candidats | Candidats            | Parti | Principale fonction                                    |
| -- | --------- | -------------------- | ----- | ------------------------------------------------------ |
| 01 |           | Sophie Robert        | FN    | Conseillère régionale, conseillère municipale de Feurs |
| 02 |           | Charles Perrot       | FN    |                                                        |
| 03 |           | Sarah Brosset        | FN    |                                                        |
| 04 |           | Henri Cazenave       | FN    |                                                        |
| 05 |           | Raphaëlle Jeanson    | FN    |                                                        |
| 06 |           | Gabriel de Peyrecave | FN    |                                                        |

### «Rendez-vous au Sénat» (DIV)
| N° | Candidats | Candidats          | Parti | Principale fonction |
| -- | --------- | ------------------ | ----- | ------------------- |
| 01 |           | Stéphanie Moreau   | DIV   |                     |
| 02 |           | Marc Bouquet       | DIV   |                     |
| 03 |           | Marie-Paule Gagnal | DIV   |                     |
| 04 |           | Bernard Lourd      | DIV   |                     |
| 05 |           | Annie Fara         | DIV   |                     |
| 06 |           | Renaud Aulagner    | DIV   |                     |

## Résultats
| Tête de liste                                                              | Tête de liste            | Liste                            | Voix  | %     | Élus |
| -------------------------------------------------------------------------- | ------------------------ | -------------------------------- | ----- | ----- | ---- |
|                                                                            | Bernard Bonne            | Les Républicains (UDI)           | 480   | 26,76 | 1    |
| Agir en équipe pour la Loire                                               |                          |                                  | 480   | 26,76 | 1    |
|                                                                            | Cécile Cukierman         | Parti communiste français        | 327   | 18,23 | 1    |
| Engagés, pour la Loire - les communes et les territoires, notre priorité ! |                          |                                  | 327   | 18,23 | 1    |
|                                                                            | Jean-Claude Tissot       | Parti socialiste                 | 289   | 16,11 | 1    |
| Unis pour la Loire                                                         |                          |                                  | 289   | 16,11 | 1    |
|                                                                            | Bernard Fournier         | Divers droite (LR)               | 248   | 13,82 | 1    |
| Avec vous pour la Loire                                                    |                          |                                  | 248   | 13,82 | 1    |
|                                                                            | Alain Berthéas           | Majorité présidentielle (LREM)   | 209   | 11,65 | 0    |
| La Loire au Sénat                                                          |                          |                                  | 209   | 11,65 | 0    |
|                                                                            | Jean-François Barnier    | Divers droite (UDI - LR - MoDem) | 148   | 8,25  | 0    |
| En avant pour la Loire                                                     |                          |                                  | 148   | 8,25  | 0    |
|                                                                            | Sophie Robert            | Front national                   | 65    | 3,62  | 0    |
| Bleu marine pour la défense de nos communes et de nos départements         |                          |                                  | 65    | 3,62  | 0    |
|                                                                            | Stéphanie Moreau         | Divers                           | 28    | 1,65  | 0    |
| Rendez-vous au Sénat                                                       |                          |                                  | 28    | 1,65  | 0    |
|                                                                            |                          |                                  |       |       |      |
| Suffrages exprimés                                                         | Suffrages exprimés       | Suffrages exprimés               | 1 794 | 98,25 |      |
| Votes blancs                                                               | Votes blancs             | Votes blancs                     | 15    | 0,82  |      |
| Votes nuls                                                                 | Votes nuls               | Votes nuls                       | 17    | 0,93  |      |
| Total                                                                      | Total                    | Total                            | 1 826 | 100   | 4    |
| Abstention                                                                 | Abstention               | Abstention                       | 13    | 0,71  |      |
| Inscrits / participation                                                   | Inscrits / participation | Inscrits / participation         | 1 839 | 99,29 |      |